# Rick Danko in Concert
Rick Danko in Concert es el primer álbum en directo del músico canadiense Rick Danko, publicado por la compañía discográfica Woodstock Records en 1997. El álbum, que incluyó versiones en directo de ocho canciones publicadas en discos de The Band, fue grabado en dos conciertos, los días 22 de febrero de 1997 en el Orpheum Theatre de Foxborough, Massachusetts y el 6 de marzo de 1997 en el Atomic Productions de Clinton, Nueva Jersey. En ambos conciertos, Danko tocó la mayoría de las canciones acompañado solo de guitarra acústica, salvo por la presencia en algunos temas de Aaron Hurwitz al piano y de Randy Ciarlante a la batería.  

## Recepción
Steve Leggett de Allmusic escribió: «Tal vez el menos anunciado de los tres grandes cantantes que componían la primera línea de The Band, Rick Danko bien pudo haber sido el pegamento y el corazón de toda la empresa. Si el acento de Arkansas de Levon Helm trajo una especie de autenticidad histórica a los personajes que cantaba y dio a The Band lo más parecido a un vocalista; mientras la voz góspel de Richard Manuel, cantada como un ángel harapiento desesperadamente abajo en su suerte, dio a The Band su alma, entonces la voz bellamente inestable de Danko dio a The Band su honestidad descarada, y en particular en su firma, "It Makes No Difference", su corazón. Esta colección cuenta con Danko en un suelto formato de trío con los asociados de la última etapa de The Band, Randy Ciarlante a la batería y Aaron Hurwitz al piano. Abriendo con una versión admirable del tema de J.J. Cale "Crazy Mama" y culminando con una toma particularmente frágil de "Makes No Difference", Danko trabaja su limitada paleta bien, y mientras nada aquí reemplaza las versiones originales de The Band, tampoco disminuye ese legado. La muerte de Danko en 1999 hace de este disco un documento particularmente precioso sobre una de las voces más singulares y desconocidas del rock».

## Lista de canciones
Todas las canciones escritas y compuestas por Robbie Robertson excepto donde se anota. 
| N.º | Título                       | Escritor(es)                | Duración |  |
| 1.  | «Intro»                      |                             | 0:13     |  |
| 2.  | «Crazy Mama»                 | J.J. Cale                   | 5:25     |  |
| 3.  | «Twilight»                   |                             | 4:39     |  |
| 4.  | «Stage Fright»               |                             | 4:14     |  |
| 5.  | «It Makes No Difference»     |                             | 5:31     |  |
| 6.  | «Long Black Veil»            | Marijohn Wilkin, Danny Hill | 6:41     |  |
| 7.  | «Don't Mess Up a Good Thing» | Oliver Sain                 | 3:55     |  |
| 8.  | «Blind Willie McTell»        | Bob Dylan                   | 5:40     |  |
| 9.  | «Chest Fever»                |                             | 5:58     |  |
| 10. | «The Shape I'm In»           |                             | 4:44     |  |

## Personal
- Rick Danko: voz, guitarra acústica y bajo
- Aaron Hurwitz: piano, acordeón y coros
- Randy Ciarlante: batería y coros